# Pseudoromicia isabella
Pseudoromicia isabella (Decher, Huttere & Monadjem, 2015) è un pipistrello della famiglia dei Vespertilionidi diffuso in Africa occidentale.

## Etimologia
L'epiteto specifico deriva dal nome del colore caratteristico della pelliccia.

## Descrizione

### Dimensioni
Pipistrello di piccole dimensioni, con la lunghezza totale tra 74 e 80 mm, la lunghezza dell'avambraccio tra 28 e 31,7 mm, la lunghezza della coda tra 24 e 36 mm, la lunghezza del piede tra 5 e 7,3 mm, la lunghezza delle orecchie tra 10 e 13 mm e un peso fino a 5,5 g.

### Aspetto
Le parti dorsali sono brunastre con le punte dei peli giallo crema, mentre le parti ventrali sono biancastre o color crema. Il muso è corto e largo, con due masse ghiandolari sui lati, le labbra sono biancastre. Le orecchie sono triangolari,  biancastre e con l'estremità marrone chiara ed arrotondata. Il trago è lungo meno della metà del padiglione auricolare, largo, con la punta arrotondata e con un piccolo incavo alla base anteriore. Le membrane alari sono bianche. La coda è lunga ed inclusa completamente nell'ampio uropatagio. Gli avambracci e gli arti inferiori sono marroni chiari. 

## Biologia

### Alimentazione
Si nutre di insetti.

### Riproduzione
Un maschio sessualmente attivo è stato catturato nel mese di marzo.

## Distribuzione e habitat
Questa specie è conosciuta soltanto nella catena di Simandou, nella Guinea sud-orientale e sul Monte Nimba, in Liberia.
Vive nelle foreste montane.

## Conservazione
Questa specie, essendo stata scoperta solo recentemente, non è stata sottoposta ancora a nessun criterio di conservazione.